# Бернардиця Юретич
Бернардиця Юретич (хорв. Bernardica Juretić, нар.18 серпня 1963, Сріяне, Оміш, Хорватія) — хорватська психологиня, гуманітарна діячка, міністр соціальної політики та молоді у правоцентристському уряді Тихомира Орешковича.

## Освіта
Народилася 18 серпня 1963 року в невеличкому далматинському селі Сріяне поблизу Оміша. У своєму рідному місті в 1978 році закінчила початкову школу ім. 23 травня, після чого вступила у медичне училище в Дубровнику, з якого випустилася в 1982 році. 1984 року, у 21-річному віці, стала черницею італійського ордену «Служниці благодійності» (італ. Ancelle Della Carità). У 1990 році, у віці 27 років, остаточно вийшла з ордену через багато інших зобов'язань, які вона мала щодо піклування про наркозалежних. Свою освіту продовжила в Папському Салезіянському університеті в Римі, який закінчила 1988 року дипломною роботою із психології на тему «Мета людського страждання у світлі логотерапії [Віктора] Франкля». 1990 року в тому самому університеті здобула ступінь магістра, захистивши наукову роботу з теми «Хворі на СНІД з психологічної точки зору». 1995 року вступила в докторантуру.

## Діяльність
У 1984—1986 роках працювала медсестрою Карітас у «Домі літніх людей» у баварському місті Фраюнг (Німеччина). 1990 року заснувала першу в колишній СФРЮ неурядову гуманітарну організацію для профілактики наркоманії та лікування наркозалежних — Zajednica susret.
З 1992 до 1996 року відкрила три психотерапевтичні клініки у Пауче, Івановаці та Чіово, а також три консультативні центри. 1991 року призначається членом Національного комітету боротьби з наркоманією уряду Хорватії. У 1994 році стала національним координатором неурядових організацій у ділянці профілактики і лікування наркоманії. 2000 року відкрила психотерапевтичну клініку для лікування наркоманів у Бані-Луці, що у Боснії та Герцеговині. З 2001 по 2003 рік була начальницею терапевтичного центру Чіово, який вона заснувала. У 2002 році стала головою експертної ради хорватського урядового Управління з боротьби проти наркоманії, а 2003 року очолила Управління з боротьби проти наркоманії. Цю посаду займала до 2008. 2004 року стала викладачем кафедри лікування профзахворювань факультету соціальної медицини. З 2008 до 2011 року працювала помічником директора та начальником відділу кадрової політики АТ «Institut IGH d.d.». У 2012 році призначена зовнішнім членом Ради з охорони здоров'я та соціальних питань парламенту Хорватії та директором заснованої нею неурядової гуманітарної організації «Zajednica susret». 22 січня 2016 року стала міністром соціальної політики та молоді.

## Особисте життя
Неодружена. Заявляла, що колись думала всиновити дитину, але, зрештою, передумала, бо вважає, що «кожна дитина потребує матері і батька, навіть якщо вони остаточно розлучилися».
Переконана римо-католичка. За день перед тим, як стала міністром, написала пост на Facebook, в якому подякувала своїм друзям за їхні привітання та закликала тих своїх друзів, які вірують, молитися за неї і весь уряд з тим, щоб Дух Святий просвітив їх так, щоб вони змогли працювати тільки задля слави Божої.
5 лютого 2016 дала інтерв'ю загребському комерційному телеканалові RTL Televizija, в якому, серед іншого, заявила, що «тільки сила Божа і Його допомога може витягнути нас [із цих проблем]. Звичайно, з нашими зусиллями, але, звісно, ми не зможемо зробити це самотужки». Вона відмовляється говорити про аборт, штучне запліднення і законодавче визнання одностатевих шлюбів у Хорватії, бо вважає ці питання ідеологічними.
Вільно говорить хорватською, німецькою, італійською, англійською, іспанською та португальською мовами.